# イナムジョン・ウスマンホジャエフ

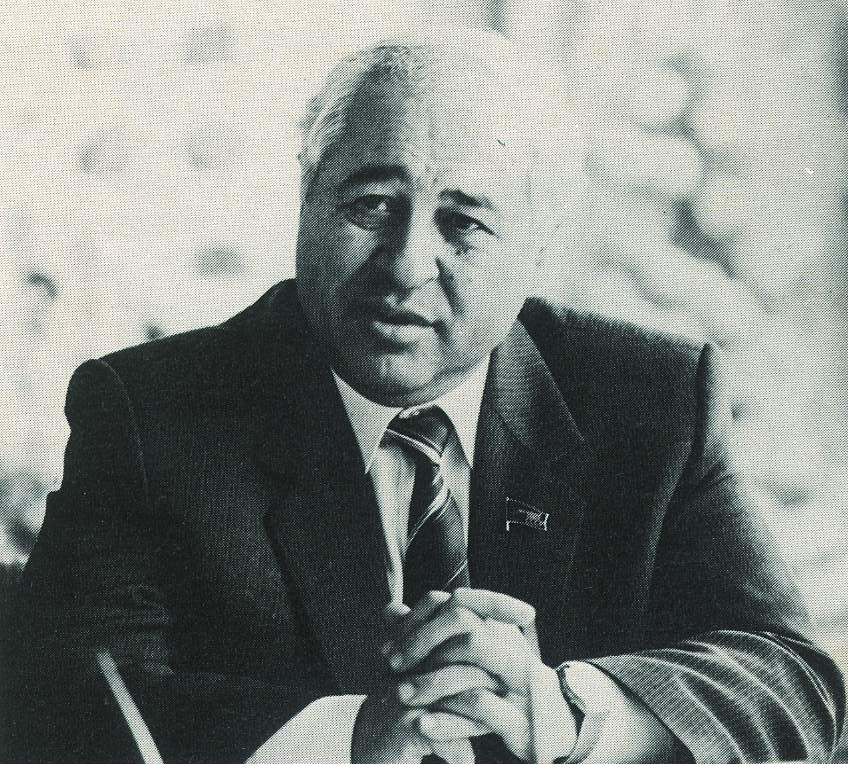
1984年頃

イナムジョン・ウスマンホジャエフ（ウズベク語: Иномжон Бузрукович Усмонхўжаев、1930年5月21日 - 2017年3月17日）は、ウズベク・ソビエト社会主義共和国の政治家、ソ連共産党員。

## 生涯
- フェルガナ市出身。
- 1955年 - タシュケント工業大学を卒業。
- 1955年 - トラスト「フェルガナヴォドストロイ」技師、マルギラン市主任建築士、ウズベキスタン共産党フェルガナ州委員会教官、「セリホズテフニキ」フェルガナ州局長。
- 1961年～1965年 - フェルガナ市執行委員会議長。
- 1965年～1969年 - ウズベキスタン共産党シルダリヤ州委員会書記（産業担当）。
- 1969年～1972年 - ソ連共産党中央委員会組織・党業務課教官（カレリア自治ソビエト社会主義共和国とプスコフ州を監督）。
- 1972年～1974年 - ナマンガン州執行委員会議長。
- 1974年～1978年 - ウズベキスタン共産党アンディジャン州委員会第一書記。
- 1978年12月～1983年 - ウズベク・ソビエト社会主義共和国最高会議幹部会議長（ロシア語版、ウズベク語版）。
- 第10期、第11期ソ連最高会議代議員。1979年～1984年、ソ連最高会議幹部会副議長、1984年～1988年、同幹部会議員。
- 1983年～1988年 - ウズベキスタン共産党中央委員会第一書記。
- 1988年 - 「健康上の理由」で年金生活に入り、モスクワに転居。同年10月19日、ウズベク綿花事件（ロシア語版）に連座してモスクワで逮捕され、11月、ソ連共産党中央委員会政治局は彼を中央委員会から除名した。その後、ウズベク綿花事件の裁判で懲役12年を言い渡される。
- 1990年代初め、ウズベキスタンに帰国し、フェルガナ市に在住。
- 2017年3月17日に死去。遺体はフェルガナ州リシタンに葬られた[1]。